# Metron (comics)
Metron est un personnage de fiction présent dans les comics publiés par DC Comics.

## Vie éditoriale
Metron a été créé par Jack Kirby pour la série Le Quatrième monde, notamment inspiré de l'interprétation de Spock par l'acteur Leonard Nimoy. Il apparaît pour la première fois dans l'album New Gods #1, édité en février 1971.

## Pouvoirs, capacités et équipement
Metron n'est pas un dieu, mais il est néanmoins pourvu de capacités d'ordre divin. C'est également un inventeur de génie : il a conçu la Moebius Chair, un siège volant qui lui permet de voyager dans l'espace-temps. Celui-ci a des rayons tracteurs si puissants qu'ils sont capables de déplacer des planètes entières.

## Apparitions dans d'autres médias

### Télévision
Young Justice "Phantoms"